# Scenopinus microgaster
Scenopinus microgaster är en tvåvingeart som först beskrevs av Seguy 1948.  Scenopinus microgaster ingår i släktet Scenopinus och familjen fönsterflugor. Inga underarter finns listade i Catalogue of Life.